# Rolls-Royce Motor Cars
Rolls-Royce Motor Cars là một hãng sản xuất xe hơi siêu sang của Anh có trụ sở chính và nhà máy lắp ráp được đặt tại Goodwood, West Sussex.

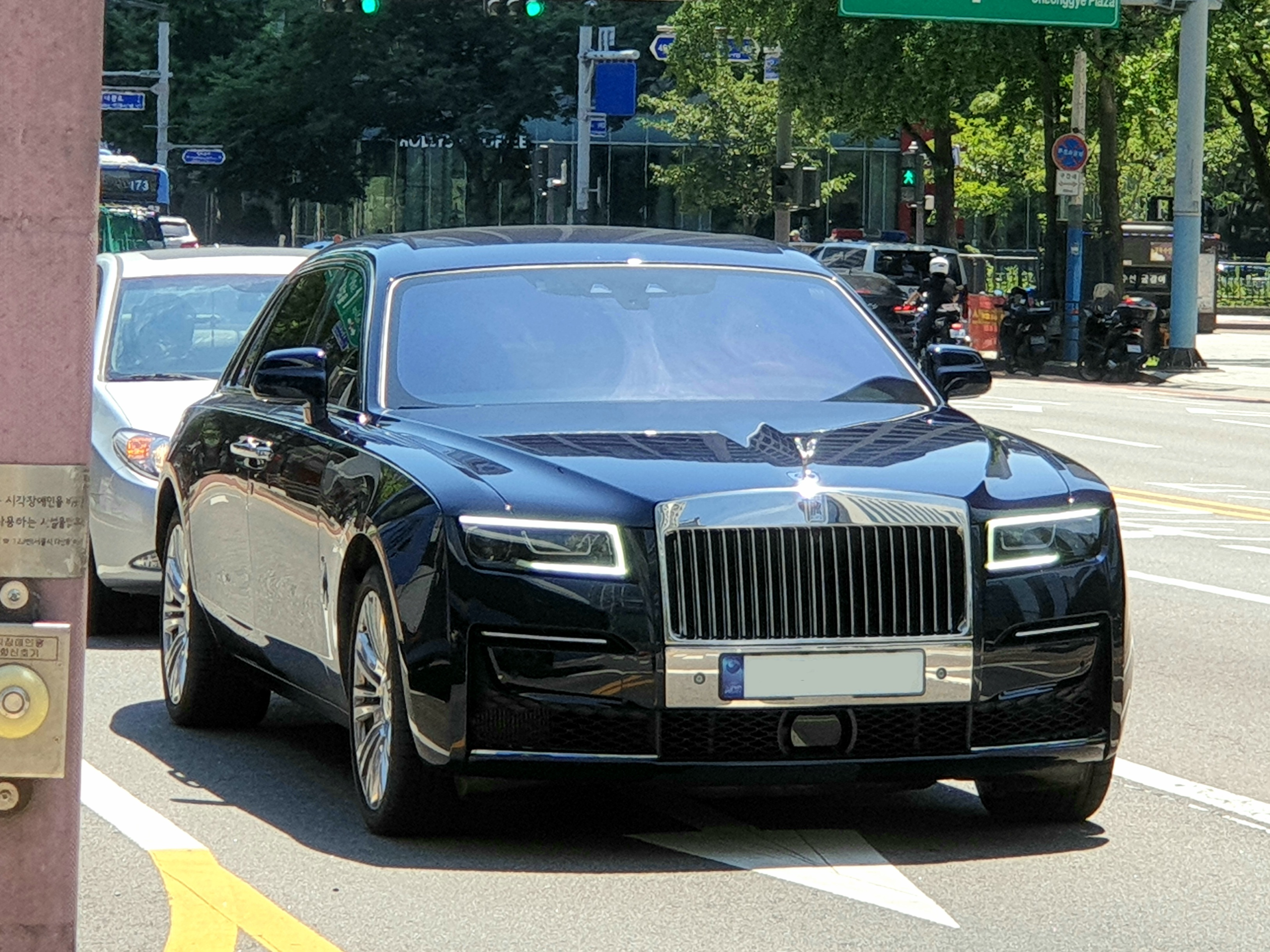
Rolls-Royce Ghost thế hệ II